# Johann Christian Chelius

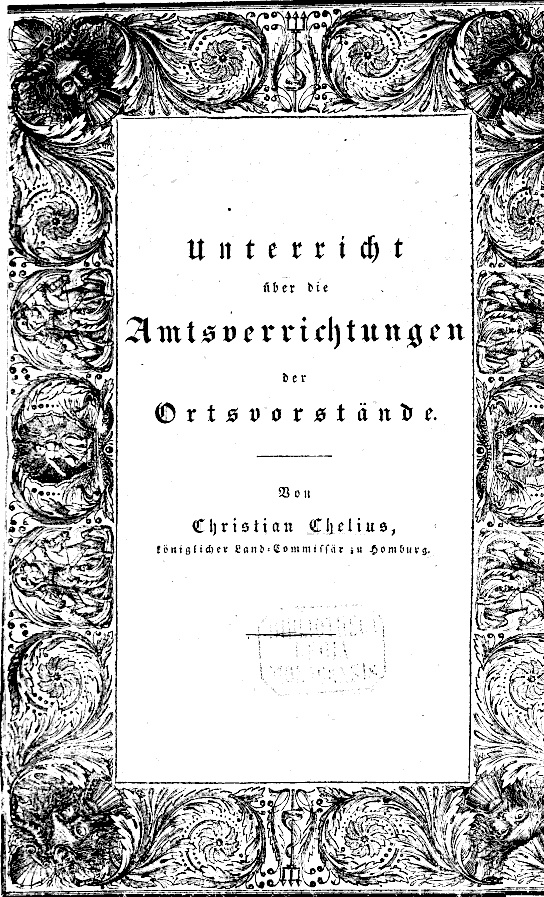
Titelblatt des Verwaltungs-Handbuches von Johann Christian Chelius, Ausgabe 1834

Johann Christian Karl Ludwig Chelius (* 20. November 1797 in Sankt Alban (Pfalz); † 11. August 1870 in Homburg) war ein bayerischer Verwaltungsbeamter, Landtagsabgeordneter und Autor eines Verwaltungs-Standardwerkes im Königreich Bayern.

## Leben und Wirken
Er war der Sohn des aus Hohensülzen stammenden, lutherischen Pfarrers Philipp Jakob Chelius und dessen Frau Maria geb. Haudel. Der Vater amtierte als Seelsorger in St. Alban, das bis 1797, ebenso wie sein Geburtsort Hohensülzen, als Teil der Grafschaft Falkenstein, zum Oberamt Winnweiler des Landes Vorderösterreich gehörte.
Johann Christian Chelius besuchte das Gymnasium und meldete sich mit 17 Jahren in Mainz freiwillig zu einem Landwehrregiment, da er noch aktiv am Kampf gegen Kaiser Napoleon teilnehmen wollte. Er wurde in die Bayerische Armee übernommen, nachdem seine Heimatregion 1816 an Bayern gefallen war. Im Range eines Leutnants des 6. Bayerischen Linien-Infanterie-Regiments trat er im Oktober 1824 als Aktuar beim Landkommissariat Landau in den bayerischen Verwaltungsdienst ein. Am 10. November des Jahres heiratete er Carolina Appelius, mit der er mehrere Kinder hatte.
Am 10. November 1832 beförderte man Chelius zum Landkommissär (später Bezirksamtmann) des Landkommissariats Homburg. Johann Christian Chelius blieb 37 Jahre, bis 1869, als Verwaltungschef in Homburg. Er war als äußerst loyal und königstreu bekannt. Als die Menschen in seinem Amtsbezirk 1837 unter einer Missernte litten, empfahl er das Gehalt der Regierungsbediensteten zu kürzen, um Hilfsgelder organisieren zu können. Der Landkommissär war ein eifriger Förderer des Neubaus der katholischen Stadtpfarrkirche St. Michael (Homburg), worauf Pfarrer Johannes Jackel in seiner Rede zur Kirchweihe 1841 ausdrücklich hinwies. 1848 rückte Chelius persönlich mit einer Truppe von 50 Landjägern aus, um ein revolutionäres Maifest von Bahnarbeitern in Mittelbexbach aufzulösen. Als sich im Rahmen des Pfälzer Aufstandes, am 17. Mai 1849, in Kaiserslautern eine Revolutionsregierung bildete, floh der als dezidiert königstreu bekannte Beamte über die Landesgrenze, nach Saarbrücken. Als der Aufstand zusammenbrach kehrte er zurück und begab sich nach Mittelbexbach, um den dortigen Gerichtsboten Veit Zöller, einen revolutionären Aktivisten, eigenhändig festzunehmen. 1851 erhielt Chelius den Verdienstorden vom Heiligen Michael, 1864 den Bayerischen Ludwigsorden.
Johann Christian Chelius war 1826 der Verfasser des seinerzeit sehr populären Verwaltungs-Handbuches Unterricht über die Amtsverrichtungen der Ortsvorstände, sowohl in Beziehung auf die Verwaltung der Gemeinden und deren Vermögen, als auch in Ansehung der polizeylichen Functionen dieser Vorstände. Das Buch erschien zuerst in Landau in der Pfalz, wurde aber bis Mitte des 19. Jahrhunderts mehrfach aufgelegt und auch erweitert, so dass es bei den letzten Auflagen vier Bände umfasste. Es handelte sich um ein Standardwerk, das im bayerischen Rheinkreis in sämtlichen Bezirksämtern und Gemeindeverwaltungen vorhanden war und auch im rechtsrheinischen Bayern weite Verbreitung fand. 1850 veröffentlichte er als Vorschlag eine von ihm erarbeitete Gemeindeordnung der Pfalz, welche auf eine deutliche Stärkung der kommunalen Selbstverwaltung abzielte.
Von 1855 bis 1861 saß Chelius als Vertreter des Stimmbezirks Homburg in der bayerischen Kammer der Abgeordneten (Landtag).
Einer der Brüder von Johann Christian Chelius war Ludwig Christian Chelius (1794–1871). Er trat in die Fußstapfen des Vaters, wurde Pfarrer und wirkte als solcher zunächst in St. Alban, später in Sankt Arnual bei Saarbrücken; er wohnte und starb in Goffontaine (heute Schafbrücke).